# Шарндорф
Шарндорф (нем. Scharndorf) — коммуна (нем. Gemeinde) в Австрии, в федеральной земле Нижняя Австрия. 
Входит в состав округа Брук-на-Лайте.  Население составляет 1073 человека (на 31 декабря 2005 года). Занимает площадь 25,82 км². Официальный код  —  3 07 22.

## Политическая ситуация
Бургомистр коммуны — Хуберт Цвиккельсторфер (АНП) по результатам выборов 2005 года.
Совет представителей коммуны (нем. Gemeinderat) состоит из 19 мест.
- АНП занимает 12 мест.
- СДПА занимает 7 мест.